# Tanuku
Tanuku är en ort i Indien.   Den ligger i distriktet West Godāvari och delstaten Andhra Pradesh, i den södra delen av landet, 1 400 km söder om huvudstaden New Delhi. Tanuku ligger 15 meter över havet och antalet invånare är 68 290.
Terrängen runt Tanuku är mycket platt. Runt Tanuku är det tätbefolkat, med 881 invånare per kvadratkilometer. Närmaste större samhälle är Tādepallegūdem, 17,7 km väster om Tanuku. Trakten runt Tanuku består till största delen av jordbruksmark.